# Відзув
Відзув (пол. Widzów) — село в Польщі, у гміні Крушина Ченстоховського повіту Сілезького воєводства.
Населення — 1085 осіб (2011).
У 1975-1998 роках село належало до Ченстоховського воєводства.

## Демографія
Демографічна структура станом на 31 березня 2011 року:
|          | Загалом | Допрацездатний вік | Працездатний вік | Постпрацездатний вік |
| -------- | ------- | ------------------ | ---------------- | -------------------- |
| Чоловіки | 546     | 125                | 361              | 60                   |
| Жінки    | 539     | 101                | 312              | 126                  |
| Разом    | 1085    | 226                | 673              | 186                  |